# 居伊·萊斯
| 1213 Algeria   | 1931年12月5日  | MPC |
| 1237 Geneviève | 1931年12月2日  | MPC |
| 1299 Mertona   | 1934年1月18日  | MPC |
| 1300 Marcelle  | 1934年2月10日  | MPC |
| 1376 Michelle  | 1935年10月29日 | MPC |

居伊·萊斯（法語：Guy Reiss，1904年—1964年）是一名法國天文學家，也是5顆小行星的發現者，1930年代在北非阿爾及利亞的阿爾及爾天文台工作，後來在法國東南部的尼斯天文台工作。
在他於1931年至1935年間在阿爾及爾的發現中，他以自己三個女兒的名字命名了小行星1237、小行星1300和小行星1376。他的第一個發現，小行星1213，是為了紀念阿爾及利亞這個北非國家而命名的，這個國家是發現天文台的所在地，也是當時法國的殖民地。小行星1299是以英國天文學家傑拉德·默頓（Gerald Merton）命名的，他在1950年代成為英國天文協會的主席。
1935年，他與安德烈·帕特里一起獲得法國科學院頒發達姆瓦索獎（Damoiseau-Prize），以表彰他們的全部成果。1940年代，他的大學天文學家路易·博耶在阿爾及爾天文台發現了小行星1577，並以他的名字命名。

## 外部連結
- L'Astronomie — Guy Reiss